# اكتشاف وتطوير مثبطات انزيم تحويل الأنجيوتنسين
أثبت اكتشاف الببتيد غير النشط عن طريق الفم من سم الأفعى الدور المهم لمثبطات الإنزيم المحول للأنجيوتنسين في تنظيم ضغط الدم. أدى ذلك إلى تطوير كابتوبريل، أول مثبط للإنزيم المحول للأنجيوتنسين. عندما ظهرت الآثار الضارة لكابتوبريل، تم تصميم مشتقات جديدة. ثم بعد اكتشاف موقعين نشطين من الإنزيم المحول للأنجيوتنسين:  المجال N وC-، بدأ تطوير مثبطات الإنزيم المحول للأنجيوتنسين الخاصة بالمجال.

## تطوير الجيل الأول من مثبطات الإنزيم المحول للأنجيوتنسين
تطوير تيبروتيد (دواء خافض للضغط) ببتيد تساعي (حمض الغلوتاميك-التربتوفان-برو-الأرجينين-برو-غلوتامين (حمض أميني غير أساسي)-إيزولوسين (حمض أميني)-برو-برو) ,  التي كانت في الأصل معزولة عن سم أفعى الحفرة البرازيلية بوثروبس جاراكا، أوضح بشكل كبير أهمية الإنزيم المحول للأنجيوتنسين في ارتفاع ضغط الدم. ومع ذلك، فإن افتقارها إلى النشاط الفموي حد من فائدتها العلاجية.
تم وصف حمض أل- بنزيلسوكسينيك (2 (R) -بنزيل-3-كربوكسي بروبيونيك)بأنه أكثر مثبطات فعالية لـ  كربوكسي ببتيداز أ في أوائل الثمانينيات.  أشار المؤلفون إليه على أنه مضاهئ منتج ثانوي واقترح ربطه بالموقع النشط لـ كربوكسي ببتيداز أ عبر مجموعة سكسينيل كربوكسيل ومجموعة كربونيل. أثبتت النتائج التي توصلوا إليها أن حمض أل-بنزيلسوكسينيك مرتبط في موضع واحد في الموقع النشط لـ كربوكسي ببتيداز أ. ناقش المؤلفون لكنهم رفضوا الاقتراح القائل بأن وظيفة الكربوكسيل قد ترتبط بأيون الزنك العامل التحفيزي الموجود في الموقع النشط.  في وقت لاحق ولكن تبين أن هذا هو الحال.

### تصميم دواء كابتوبريل (سلفهيدريل)
تم اختبار أكثر من 2000 مركب بشكل عشوائي في اختبار اللفائفي لخنزير غينيا ووجد أن السكسينيل-إل-برولين له خصائص مثبط معين للإنزيم المحول للأنجيوتنسين. أظهر تأثير مثبط لأنجيوتنسين 1 وبراديكينين دون أن يكون له أي تأثير على أنجيوتنسين 2. ثم بدأ الباحثون في البحث عن نموذج يشرح التثبيط على أساس تفاعلات كيميائية محددة للمركبات مع الموقع النشط لـ الإنزيم المحول للأنجيوتنسين. أشارت الدراسات السابقة التي أجريت على ركائز ومثبطات الإنزيم المحول للأنجيوتنسين إلى أنه كان بروتين فلزي يحتوي على الزنك وكربوكسي ببتيداز مشابه لكربوكسي ببتيداز البنكرياسي أ. ومع ذلك، فإن الإنزيم المحول للأنجيوتنسين يطلق ثنائي الببتيدات بدلاً من الأحماض الأمينية المفردة من النهاية الكربونية لركائز الببتيد. وكان من المفترض أن تكون آلية عملها وموقعها النشط متشابهين. يُعتقد أن الأرجينين145 موجب الشحنة في الموقع النشط يرتبط بمجموعة الكربوكسيل النهاية الكربونية السالبة الشحنة لركيزة الببتيد. كما تم اقتراح أن يرتبط الإنزيم المحول للأنجيوتنسين بواسطة رابطة الهيدروجين بالرابطة الببتيدية الطرفية غير المقصية للركيزة.
ولكن نظرًا لأن الإنزيم المحول للأنجيوتنسين عبارة عن كربوكسي ببتيداز ثنائي الببتيد، على عكس كربوكسي ببتيداز أ، يجب أن تكون المسافة بين موقع ارتباط الكربوكسيل الموجب وذرة الزنك أكبر بمقدار طول بقايا حمض أميني واحد تقريبًا. تم اختيار البرولين على أنه جزء من الأحماض الأمينية بسبب وجوده كبقايا الأحماض الأمينية الكربوكسية في تيبروتيد ومثبطات الإنزيم المحول للأنجيوتنسين الأخرى الموجودة في سموم الثعابين. تم اختبار 11 من الأحماض الأمينية الأخرى ولكن لم يكن أي منها أكثر تثبيطًا. لذلك تم اقتراح أن مشتق الأحماض الأمينية السكسينيل يجب أن يكون مثبطًا للإنزيم المحول للأنجيوتنسين ووجد أن السكسينيل-إل-برولين هو مثبط.
كان معروفًا أيضًا أن طبيعة بقايا الأحماض الأمينية قبل الأخيرة من ركيزة الببتيد لـ الإنزيم المحول للأنجيوتنسين تؤثر على الارتباط بالإنزيم. تربط مجموعة الأسيل من الأحماض الأمينية الكربوكسي ألكانويل أيون الزنك للإنزيم وتحتل نفس الموضع في الموقع النشط لـ الإنزيم المحول للأنجيوتنسين مثل الموضع قبل الأخير. لذلك، قد يؤثر بديل مجموعة الأسيل أيضًا على الارتباط بالإنزيم. تم العثور على بديل 2 ميثيل بتكوين D لتعزيز الفاعلية التثبيطية بحوالي 15 ضعفًا من سكسينيل- أل- برولين. ثم بدأ البحث عن مجموعة أفضل للربط بالزنك. لم يؤدي استبدال مجموعة الكربوكسيل السكسينيل بوظائف تحتوي على النيتروجين (أمين أو أميد أو جوانيدين) إلى تعزيز النشاط المثبط. ومع ذلك، تم تحقيق اختراق فعال من خلال استبدال مجموعة الكربوكسيل بوظيفة السلفهيدريل، وهي مجموعة ذات تقارب أكبر لأيون الزنك المرتبط بالإنزيم. أسفر هذا عن مثبط قوي كان أقوى 1000 مرة من السكسينيل إل برولين. تم العثور على طول سلسلة الأسيل الأمثل لمشتقات ميركابتو ألكانويل من البرولين ليكون 3-مركابتوبروبانويل- أل- برولين, 5 مرات أكبر من مشتقات 2-مركابتوالكانويل و 50 مرة أكبر من مشتقات 4-مركابتوالكانويل. لذلك كان D-3-ميركابتو-2-ميثيل بروبانويل-أل-برولين أو كابتوبريل هو المانع الأكثر فاعلية. في وقت لاحق، قارن الباحثون عددًا قليلاً من مثبطات الأحماض الأمينية مركابتوسيل واتفقو إلى أن ارتباط المثبط بالإنزيم يشتمل على رابطة هيدروجينية بين موقع مانح على الإنزيم وأكسجين أميد كاربونيل، تمامًا كما هو متوقع بالنسبة للركائز.

### تصميم الأدوية للجيل الأول من مثبطات الإنزيم المحول للأنجيوتنسين
الآثار الضارة الأكثر شيوعًا لكابتوبريل، الطفح الجلدي وفقدان التذوق، هي نفسها التي تسببها البنسيلامين المحتوي على مركابتو. لذلك، تهدف مجموعة من الباحثين إلى إيجاد مثبطات الإنزيم المحول للأنجيوتنسين انتقائية فعالة لا تحتوي على وظيفة مركابتو وسيكون لها وظيفة مخلبية أضعف. عادوا للعمل مع مركبات الكربوكسيل وبدأوا العمل مع استبدال N-ميثيل الكربوكسيل-ثنائي الببتيد كهيكل عام . وفقًا لبحث سابق، افترضوا أن الأحماض الأمينية الحلقية ستؤدي إلى فاعلية جيدة إذا تم استبدالها على الطرف الكربوكسيل لثنائي الببتيد. لذلك، فإن استبدالA2 بالبرولين أعطى نتائج جيدة. لاحظوا أيضًا أنه وفقًا لخصوصية الإنزيم، فإن الأحماض الأمينية في الموضع بجوار نهاية الكربوكسيل لن تعطي مركبًا قويًا. عن طريق استبدال مجموعات R و A1 ببواقي أساسية كارهة للماء سيعطي مركبًا قويًا. من خلال استبدال –NH في الهيكل العام، أدى إلى فقدان الفاعلية التي تتوافق مع حاجة الإنزيم إلى –NH في الموضع المقابل على الركائز. كانت النتائج مثبطين نشطين: إينالابريلات ولايسينوبريل. تحتوي كل من هذه المركبات على فينيل ألانين في موضع R الذي يحتل أخدود S1 في الإنزيم. وهكذا كانت النتيجة هاتين النظيرتين الجديدتين والفعاليتين ثلاثي الببتيد مع مجموعة الكربوكسيل المنسقة للزنك: إنالابريلات وليزينوبريل.

## اكتشاف موقعين نشطين: C-مجال وN-مجال
معظم مثبطات الإنزيم المحول للأنجيوتنسين الموجودة في السوق اليوم غير انتقائية تجاه الموقعين النشطين من الإنزيم المحول للأنجيوتنسين لأن ارتباطهما بالإنزيم يعتمد في الغالب على التفاعل القوي بين ذرة الزنك في الإنزيم والمجموعة المخلبية القوية على المثبط. إن دقة البنية ثلاثية الأبعاد لـ الإنزيم المحول للأنجيوتنسين الجرثومية، والتي تحتوي على موقع نشط واحد فقط يتوافق مع المجال C لـ الإنزيم المحول للأنجيوتنسين الجسدي، يوفر إطارًا هيكليًا لنهج التصميم القائم على الهيكل. على الرغم من أن المجالين N وC لهما معدلات مماثلة في المختبر من التحلل المائي للإنزيم المحول للأنجيوتنسين، يبدو أن المجالC في الجسم الحي مسؤول بشكل أساسي عن تنظيم ضغط الدم. يشير هذا إلى أن مثبطات المجال C الانتقائية يمكن أن يكون لها ملف تعريف مشابه لمثبطات المثبطات غير الانتقائية الحالية. يتم تحلل أنجيوتنسين 1 بشكل أساسي بواسطة المجال C في الجسم الحي ولكن البراديكينين يتحلل بالماء بواسطة كلا الموقعين النشطين. وبالتالي، من خلال تطوير مثبط انتقائي للمجال C من شأنه أن يسمح ببعض تدرك البراديكينين بواسطة المجالN ويمكن أن يكون هذا التدرك كافياً لمنع تراكم البراديكينين الزائد الذي لوحظ أثناء نوبات الوذمة الوعائية. قد يؤدي التثبيط الانتقائي للمجال C إلى تحكم متخصص في ضغط الدم مع تأثيرات ضائرة أقل متعلقة بموسع الأوعية. من ناحية أخرى، تتيح مثبطات المجال N الانتقائية إمكانية فتح مجالات علاجية جديدة. على ما يبدو، لا يلعب المجال N دورًا كبيرًا في التحكم في ضغط الدم، ولكن يبدو أنه إنزيم التمثيل الغذائي الرئيسي لـ أكسدكب، وهو هرمون طبيعي لتنظيم الدم.

## تصميم دواء كيتوني-الإنزيم المحول للأنجيوتنسين ومشتقاته من كيتوميثيلين
وجد أن المجموعات الأخرى المحتوية على الكربونيل مثل الكيتونات يمكن أن تحل محل رابطة الأميد التي تربط الفنيل ألانين والغليسين في مثبطات الإنزيم المحول للأنجيوتنسين. ظهر كيتوني-الإنزيم المحول للأنجيوتنسين، الذي تم وصفه لأول مرة في عام 1980، كمركب رئيسي محتمل لمثبطات الإنزيم المحول للأنجيوتنسين الخاصة بالمجال C. يحتوي كيتوني-الإنزيم المحول للأنجيوتنسين، وهو نظير ثلاثي الببتيد لـ فينيل ألانين-الغليسين-برو، على حلقة بنزيل ضخمة P1 و P2 وقد ثبت أنه يمنع التحلل المائي لأنجيوتنسين 1 والبراديكينين عبر المجال C. أدى توليف نظائر كيتوني-الإنزيم المحول للأنجيوتنسين مع التربتوفان أو فينيل ألانين في موضع P2 إلى زيادة ملحوظة في انتقائية المجال C، ولكن إدخال مجموعة أليفاتية P2 منح انتقائية المجال N. قد يتم تعزيز الفاعلية التثبيطية من خلال دمج بديل كاره للماء، مثل مجموعة فينيل في موضع P1. كما تبين أن بدائل P1 مع الكيمياء الفراغية S تمتلك فاعلية مثبطة أكبر من نظيراتها من R.
تم استخدام كيتوني-الإنزيم المحول للأنجيوتنسين كأساس لتصميم مشتقات كيتوميثيلين. تحتوي نظائرها على بديل إيزوستير كيتوميثيلين عند الرابطة المقصية التي يُعتقد أنها تحاكي حالة الانتقال رباعي السطوح للتفاعل التحلل للبروتين في الموقع النشط. كان التركيز على ثلاثي الببتيد البسيط فينيل ألانين-الألانين-برو، والذي أظهر نشاط تثبيط في فحوصات الإنزيم السابقة. أعطى استبدال الألانين بالجليسين ثلاثي الببتيد مع 1/14 من نشاط التثبيط لـ فينيل ألانين-الألانين-برو. مشتق بنزويلاتيد من فينيل ألانين-الغليسين-برو، عامل-فينيل ألانين-الغليسين-برو، كان نشطًا مرتين. لتقليل الطبيعة الببتيدية لمثبطات الكيتوميثيلين، يمكن تدوير بدائل P1 و P2 لتشكيل لاكتام، حيث يوجد ارتباط بين الفاعلية المثبطة وحجم الحلقة. في عام 2001، افترض أن استبدال ألفا بالنيتروجين وصنع نظير 3 ميثيل بديل لـ A58365A، وهو حمض بيريدون معزول من مرق التخمير لبكتيريا المتسلسلة الكروموفوسكوس مع نشاط مثبط للإنزيم المحول للأنجيوتنسين، قد يؤثر على مستوى النشاط البيولوجي بواسطة ستريك أو تأثير كاره للماء، و / أو عن طريق منع التفاعلات عند S. كما لوحظ أثناء العمل التركيبي على A58365A أن السلائف المحتملة كانت حساسة لأكسدة الحلقة المكونة من خمسة أعضاء، وبالتالي قد يكون التناظرية ثلاثية الميثيل أكثر استقرارًا في هذا الصدد.